# Stenostephanus gracilis
Stenostephanus gracilis är en akantusväxtart som först beskrevs av Oerst., och fick sitt nu gällande namn av T.F. Daniel. Stenostephanus gracilis ingår i släktet Stenostephanus och familjen akantusväxter. Inga underarter finns listade i Catalogue of Life.